# Kajetan Mühlmann

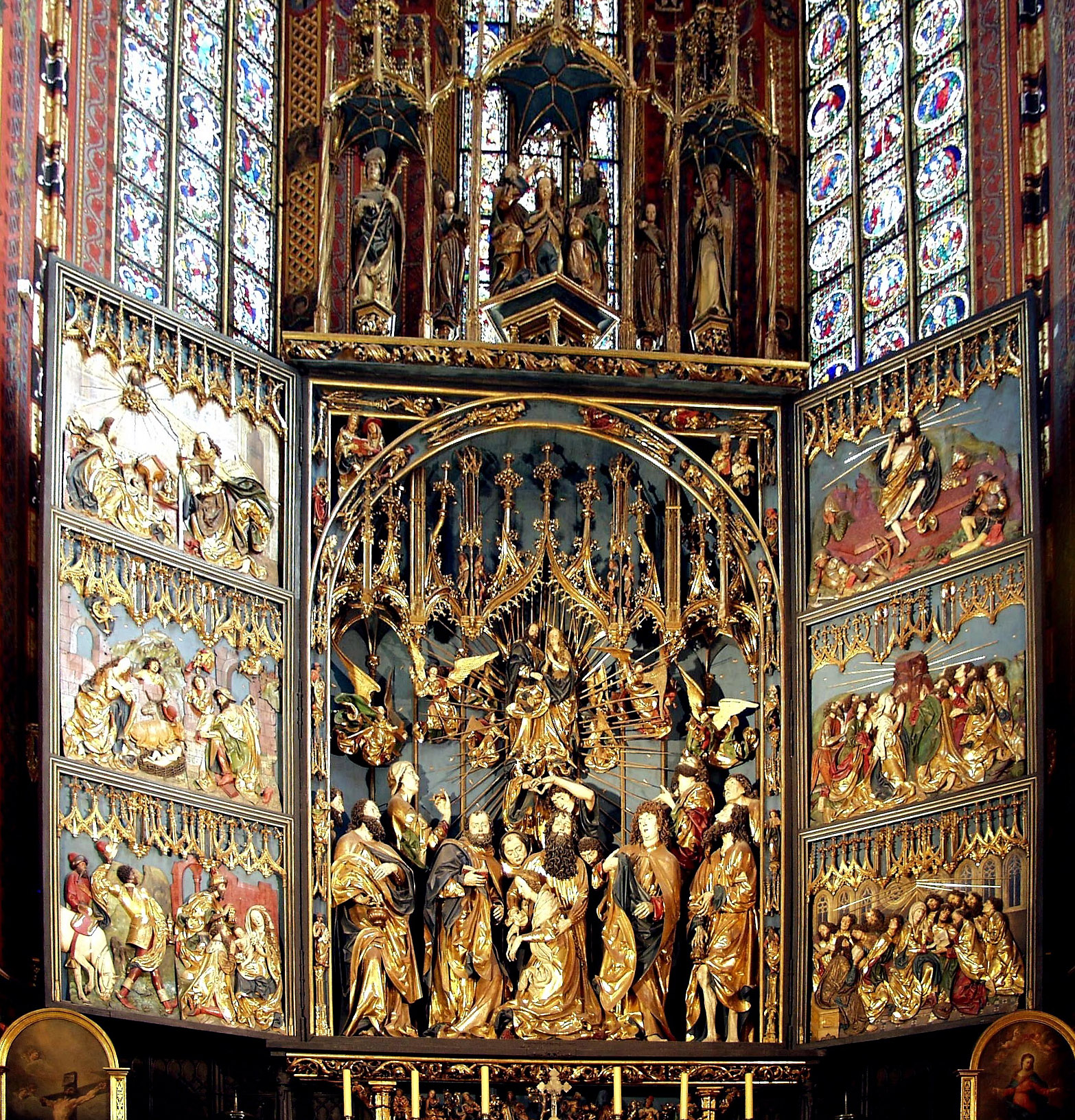
Jungfru Maria-altaret av Veit Stoss var ett av de konstverk i Polen som stals och fördes till Tyskland.

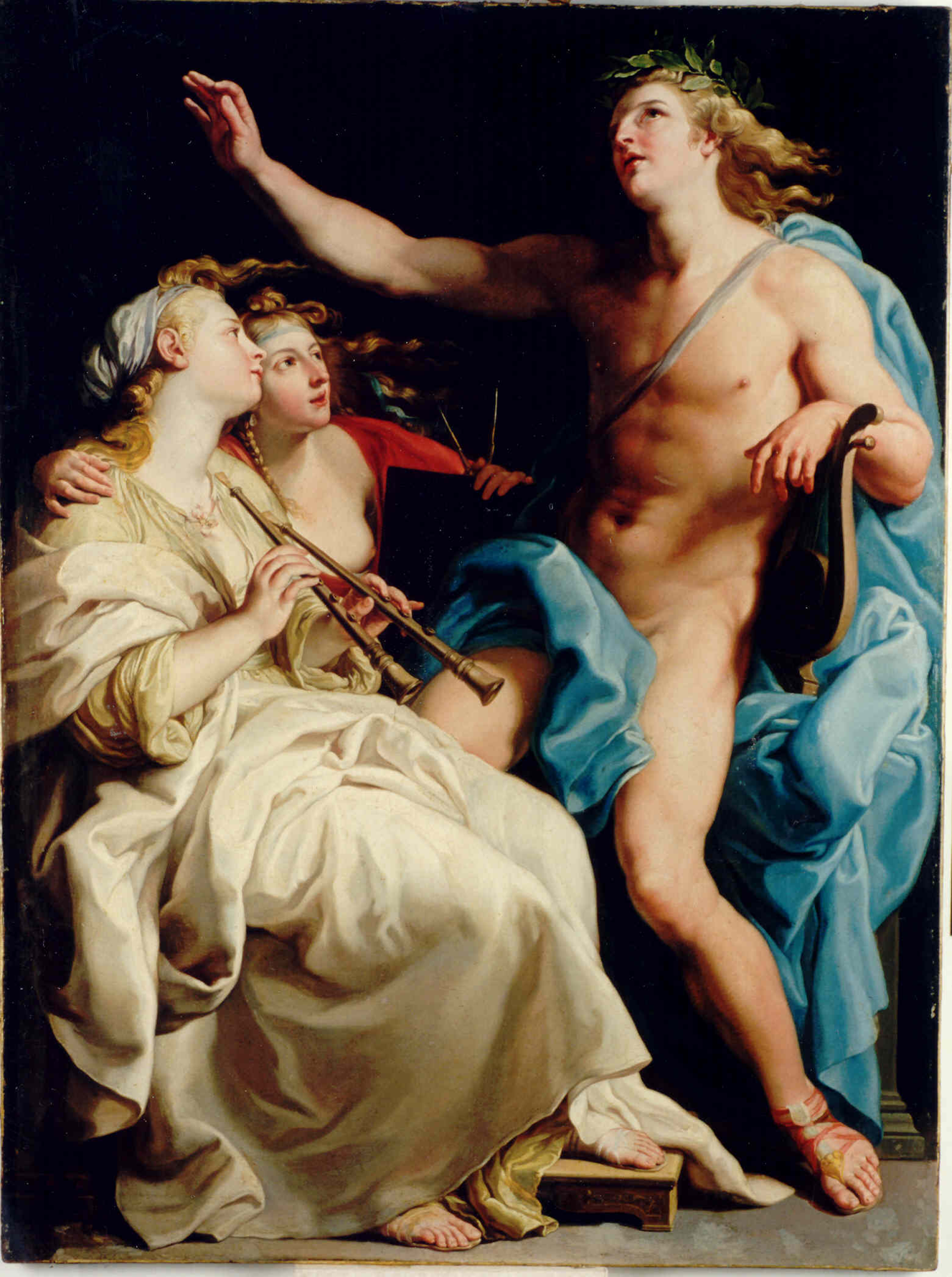
Pompeo Batonis Apollon med två muser stals i Polen 1944.

Kajetan Mühlmann, född 26 juni 1898 i Uttendorf, död 2 augusti 1958 i München, var en österrikisk konsthistoriker, statssekreterare och SS-Oberführer. Han var bland annat ansvarig för nazisternas plundring av konst i Polen och Nederländerna under andra världskriget. Mühlmann beskrivs som en av de största konstplundrarna i den mänskliga civilisationens historia.

## Biografi
Mühlmann studerade konsthistoria vid universiteten i Innsbruck och Wien. Vid det senare lärosätet lade han 1926 fram sin avhandling om barockfontäner och vattenkonst i Salzburg och promoverades till filosofie doktor.
I början av 1930-talet lärde Mühlmann känna Arthur Seyss-Inquart, en österrikisk jurist, som var engagerad i politiska organisationer som stod Nationalsocialistiska tyska arbetarepartiet (NSDAP) nära. Vänskapen med Seyss-Inquart lade grunden för ett framtida samarbete i Wien, Kraków och Nederländerna. År 1935 greps Mühlmann och fem andra personer i Salzburg för att med en hemlig SD-grupp ha försökt infiltrera den österrikiska staten. De anklagades för högförräderi, men Mühlmanns advokat lyckades få honom frikänd. Det är oklart när Mühlmann blev medlem i NSDAP, men enligt en edlig förklaring som lästes upp inför Internationella militärtribunalen i Nürnberg inträdde han i partiet den 1 april 1938, tre veckor efter Anschluss, Tysklands annektering av Österrike.

### Anschluss
Den 11 mars 1938 befann sig Mühlmann i det österrikiska nazistpartiets huvudkontor. Tiden var inne för Tyskland att annektera grannlandet Österrike. Efter påtryckningar och hot om militär invasion avgick förbundskansler Kurt von Schuschnigg. Presidenten Wilhelm Miklas utsåg motvilligt Seyss-Inquart till förbundskansler och följande dag gick tyska trupper över den österrikiska gränsen. Bland dem som lett förhandlingarna och påtryckningarna återfanns Hubert Klausner, Friedrich Rainer, Odilo Globocnik, Hugo Jury, Seyss-Inquart, Edmund Glaise-Horstenau, Hans Fischböck och Mühlmann. För sina tjänster i samband med Anschluss utnämndes Mühlmann till statssekreterare för konst. En av hans medarbetare var konsthistorikern Gert Adriani. Under Mühlmanns tid som statssekreterare fördes de österrikiska kejserliga juvelerna till Nürnberg. I juni 1938 hamnade Mühlmann i ett häftigt gräl med rikskommissarie Josef Bürckel, men kunde genom Seyss-Inquarts försorg lämna Wien för Berlin.

### Generalguvernementet
Den 1 september 1939 anföll Tyskland sin östra granne Polen och andra världskriget utbröt. De västra delarna av Polen införlivades i Tyska riket, medan det centrala territoriet lades under ockupation och inrättades som Generalguvernementet (tyska Generalgouvernement für die besetzten polnischen Gebiete). Seyss-Inquart utsågs till generalguvernören Hans Franks ställföreträdare och Mühlmann utnämndes av Hermann Göring till särskilt sändebud för skydd och bevarande av konstverk i de ockuperade östra territorierna. Mühlmanns uppgift bestod initialt i att inventera konstverken i Warszawas nationalmuseum och det kungliga slottet Wawel i Kraków. Mühlmann var därutöver chef för huvudavdelningen för vetenskap och utbildning i Generalguvernementet.
Den 16 december 1939 utfärdade generalguvernör Frank en förordning, enligt vilken all offentlig konst i Generalguvernementet beslagtogs. Syftet med förordningen var att samla in, inventera och välja ut den konst som skulle föras till Tyska riket. Förutom statliga museer och kyrkliga institutioner omfattades även privata museer, däribland Czartoryskimuseet, av den nya förordningen. Ur Czartoryskisamlingen lade Frank beslag på tre målningar av Rafael, Leonardo och Rembrandt samt en fjärde målning: Porträtt av Maerten Soolmans av Rembrandt. Det sistnämnda verket utgjorde officiellt en gåva från Gestapo till Frank. Hermann Göring erhöll en målning av Antoine Watteau. Med tiden utvecklades det en strid om konstskatterna i Polen, främst mellan Göring i Berlin och Frank i Kraków. Olovandes skall Mühlmann ha fört några av Franks tavlor till Berlin. Detta ledde till att Frank entledigade Mühlmann från dennes ämbete den 1 oktober 1943.

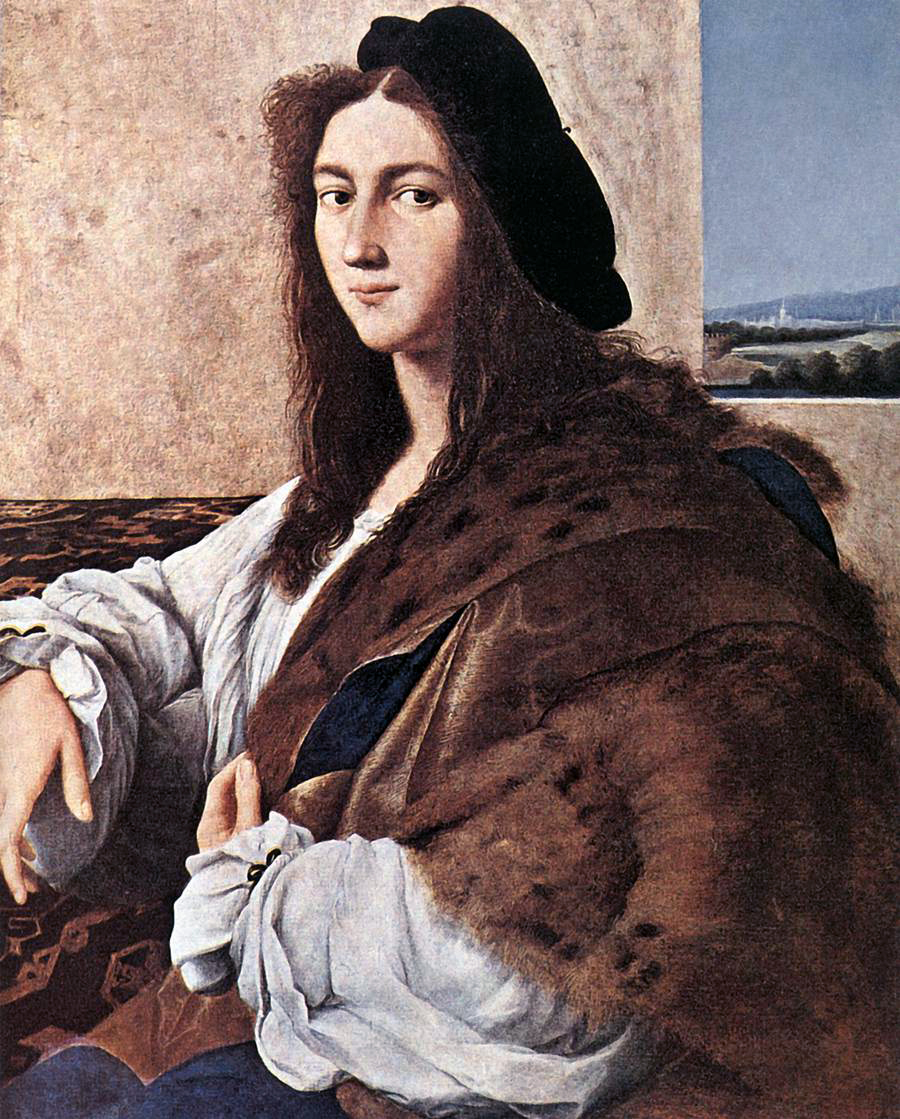
Rafael – Porträtt av en ung man (1513–1514).
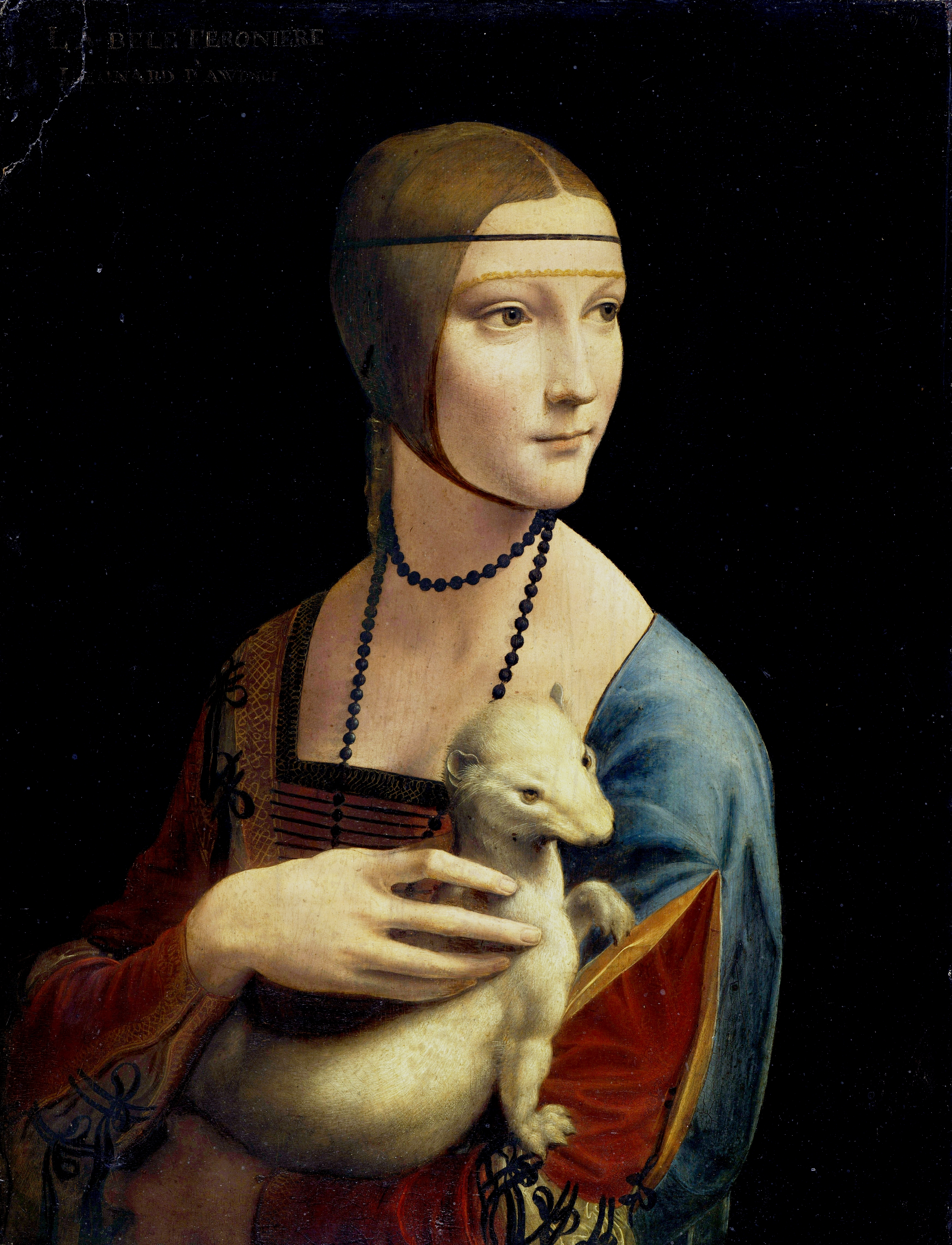
Leonardo da Vinci – Damen med hermelinen (1489–1490).
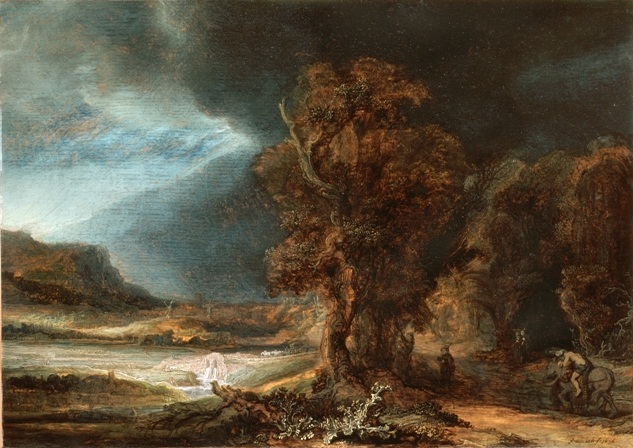
Rembrandt – Landskap med den gode samariten (1638).
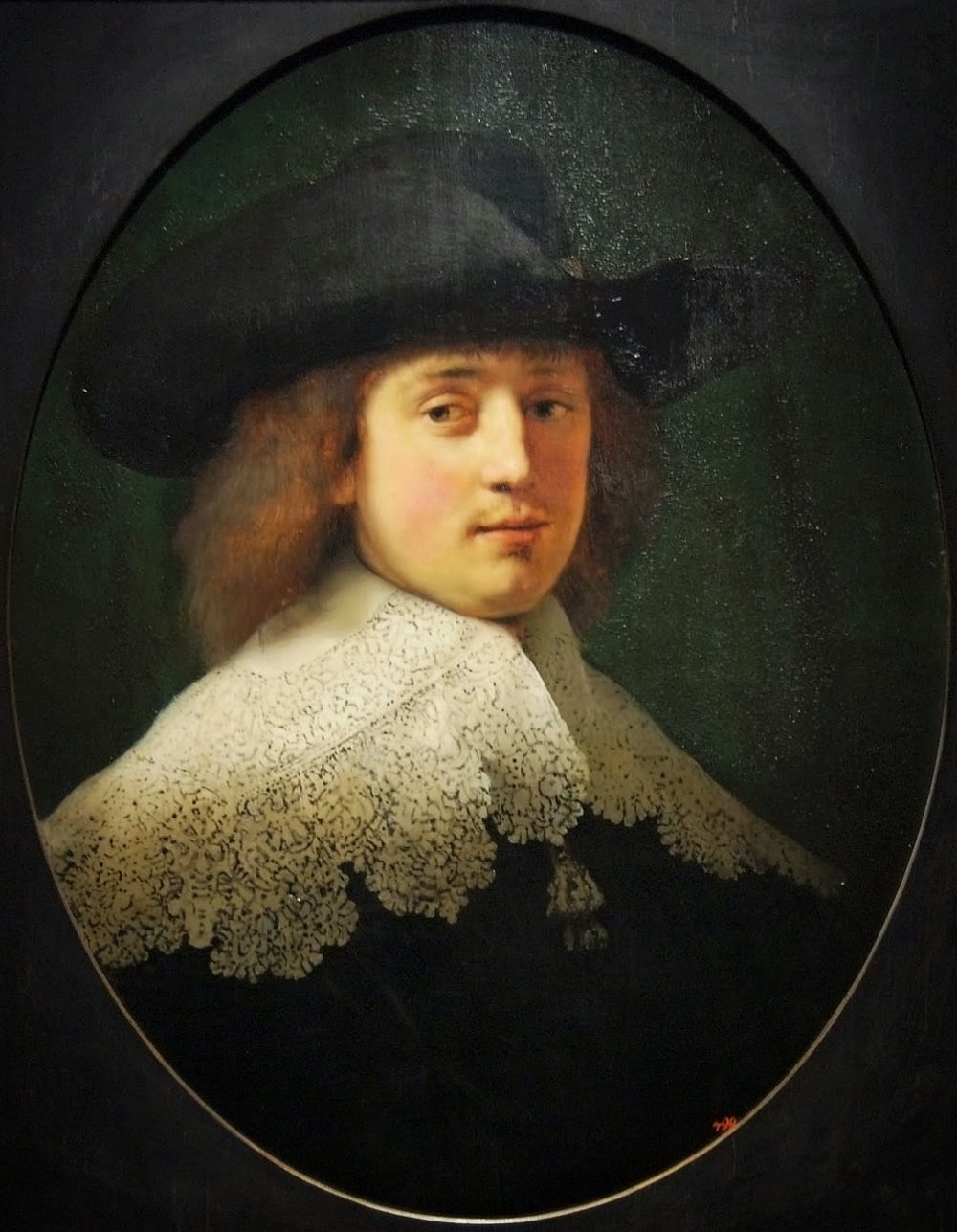
Rembrandt – Porträtt av Maerten Soolmans (1634).
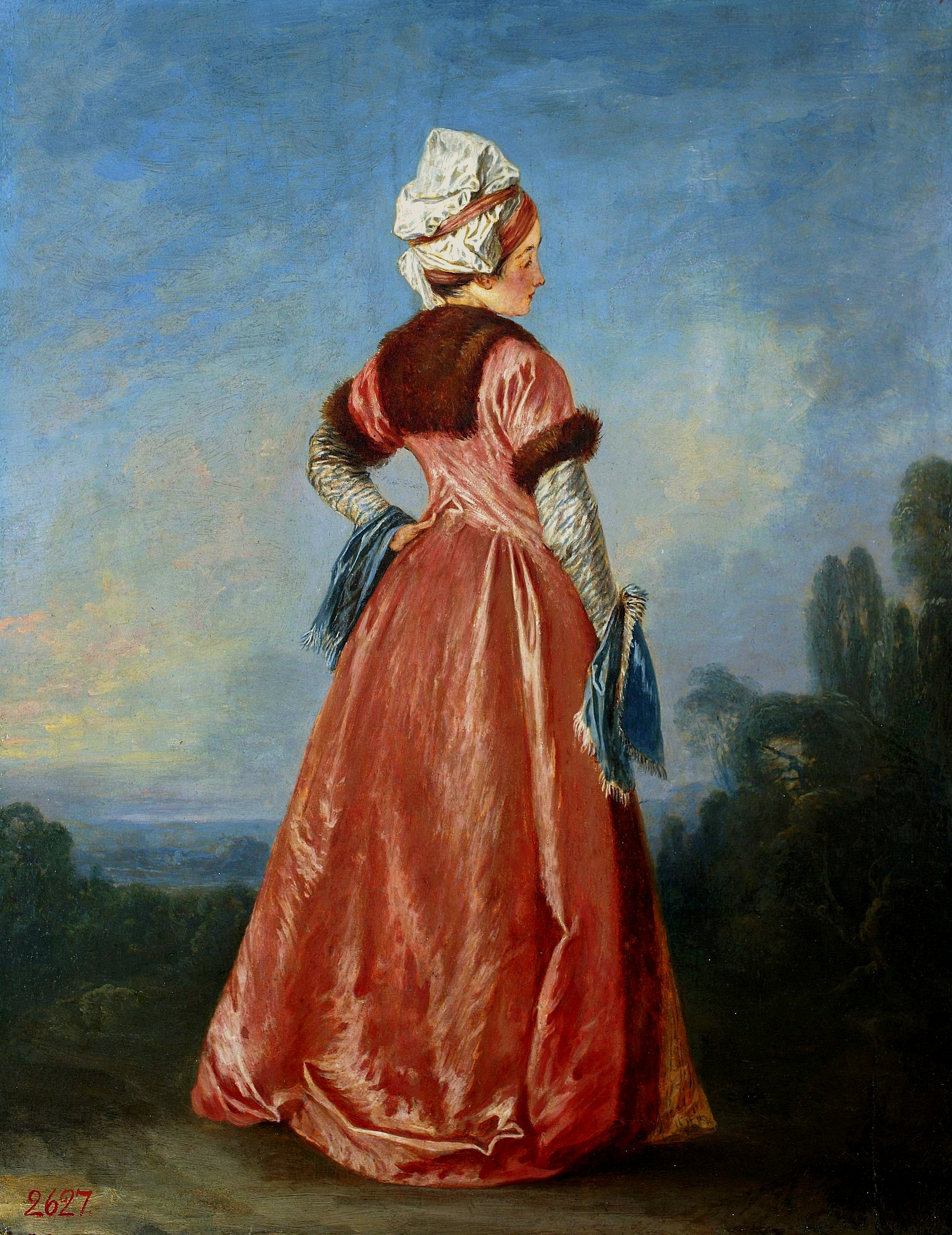
Antoine Watteau – Polsk kvinna (1717).

### Nederländerna
År 1940 ockuperade Tyskland Nederländerna och inrättade Reichskommissariat Niederlande med Seyss-Inquart som rikskommissarie. Mühlmann etablerade i Haag Dienststelle Mühlmann, varifrån konstplundringen skulle organiseras och samordnas. Dienststelle Mühlmann hade i uppgift att bland annat upprätta förteckningar över konstföremål i Nederländerna, att inventera och värdera konstföremål samt att leverera dessa till högt uppsatta nazister, däribland Adolf Hitler, Herman Göring, Baldur von Schirach och Hans Frank. Därutöver såldes konst till museer och auktionsfirmor. Göring införskaffade bland annat målningar av Lucas Cranach den äldre, Hans Baldung Grien och Bartholomeus Bruyn den äldre. Två av Mühlmanns medarbetare var konstkännarna Eduard Plietzsch och Franz Kieslinger.

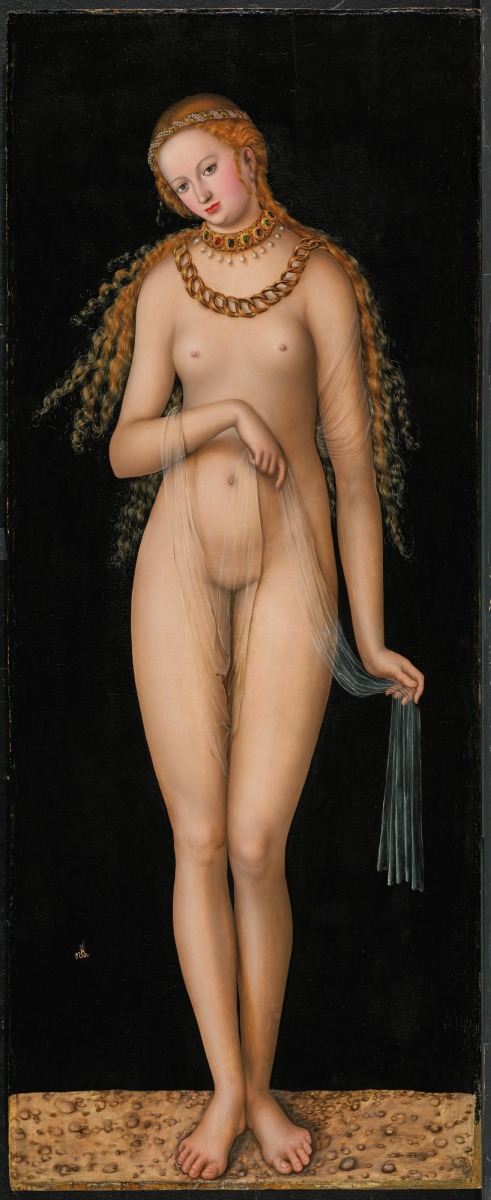
Lucas Cranach den äldre – Venus (cirka 1518).
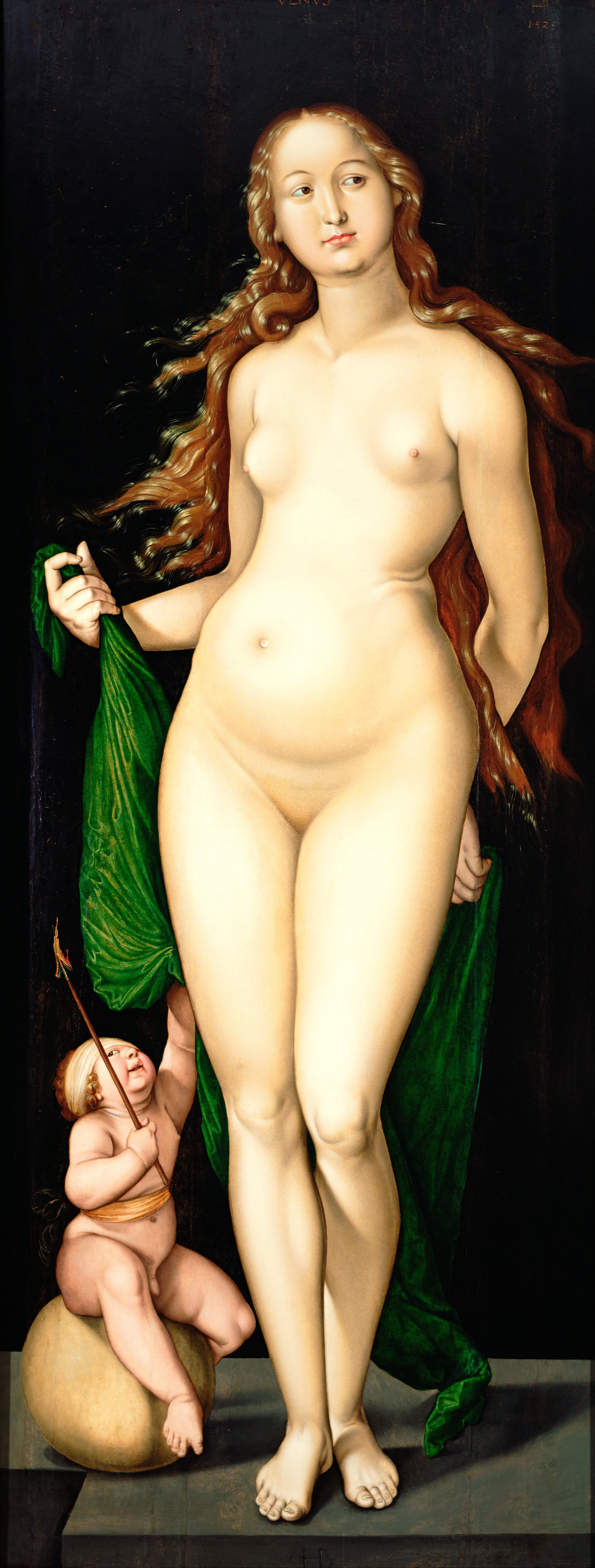
Hans Baldung Grien – Venus och Amor (1524–1525).
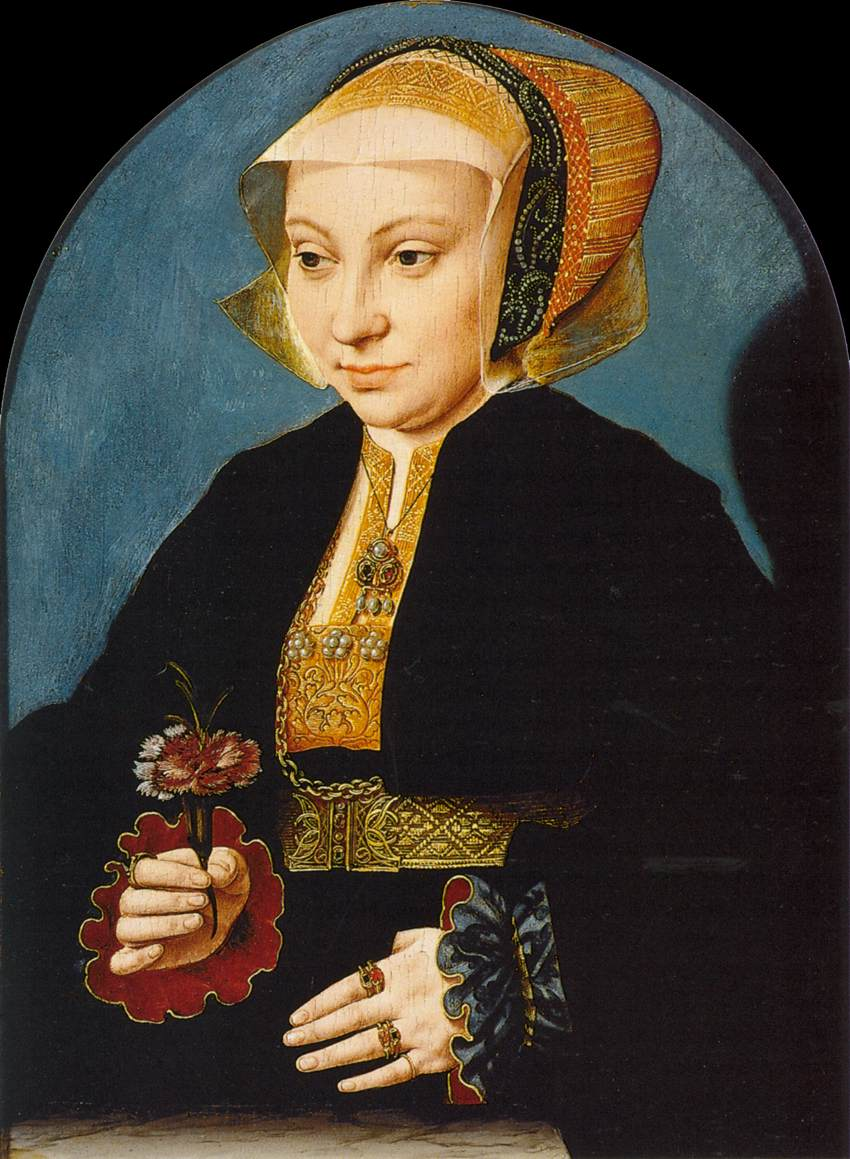
Bartholomeus Bruyn den äldre – Porträtt av en dam (1539).

Dienststelle Mühlmann konfiskerade konstverk från judar som flydde utomlands. På det viset kom man över konstsamlingarna som tillhört Alfons Jaffé i Berlin och Jacob Polak i Amersfoort. Enligt den så kallade Vlug-rapporten, avfattad av den nederländske underrättelseofficeren Jean Vlug, plundrades Nederländerna såväl på mindre mästares konstverk som på de mest berömdas. I sin bostad i Kammer am Attersee i Österrike samlade Mühlmann verk av bland andra Lucas Cranach den äldre, Lucas Cranach den yngre, Peeter van Bredael, Osias Beert, Jan van Kessel den äldre, Roelant Savery, Lucas van Uden och Abraham van Beijeren.
I Nederländerna kom Mühlmann även över Carlo Crivellis Maria Magdalena och Chardins Såpbubblor för det av Hitler planerade Führermuseum i Linz.

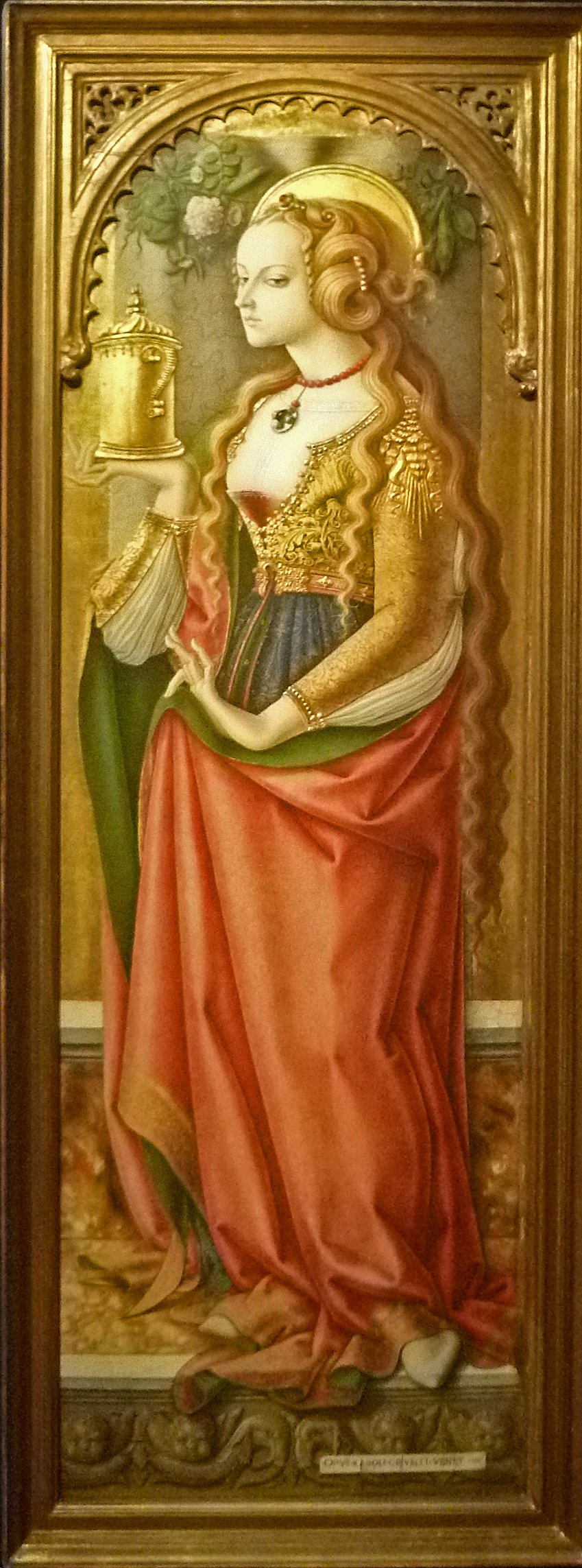
Carlo Crivelli – Maria Magdalena (1480-tal).
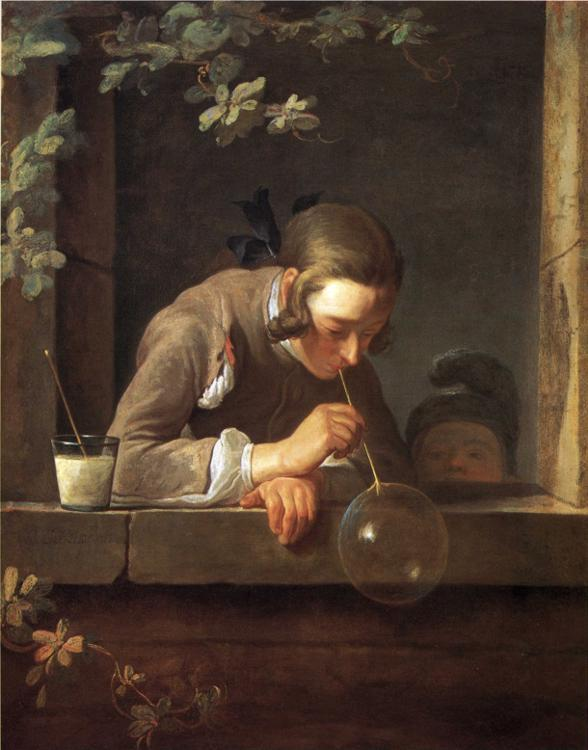
Jean-Baptiste-Siméon Chardin – Såpbubblor (1730-tal).

### Efter andra världskriget
I slutet av 1944 begav sig Mühlmann till Wien. Han greps av amerikanska soldater den 13 juni 1945. Något rättsligt förfarande inleddes inte mot Mühlmann, men hans edliga förklaringar lästes upp vid Nürnbergprocessen, vid vilken hans två överordnade Arthur Seyss-Inquart och Hans Frank dömdes till döden. År 1947 utgjorde han vittne vid rättegången mot den före detta österrikiske utrikesministern Guido Schmidt, som stod åtalad för högförräderi. I februari året därpå rymde Mühlmann från ett fängelsesjukhus i närheten av München. De österrikiska myndigheterna gjorde endast halvhjärtade försök att åtala honom för hans verksamhet under andra världskriget.

## Befordringshistorik
| Kajetan Mühlmanns befordringshistorik inom | Kajetan Mühlmanns befordringshistorik inom |
| Datum                                      | Tjänstegrad                                |
| ------------------------------------------ | ------------------------------------------ |
| 12 mars 1938                               | Hauptsturmführer                           |
| 25 juli 1938                               | Sturmbannführer                            |
| 3 september 1939                           | Obersturmbannführer                        |
| 26 oktober 1939                            | Standartenführer                           |
| 30 januari 1942                            | Oberführer                                 |